# Losos čavyča
Losos čavyča (Oncorhynchus tshawytscha (Walbaum, 1792)), někdy také losos královský nebo losos stříbrný, je ryba z čeledi lososovitých žijící v severní části Tichého oceánu a ve sladkých vodách jeho úmoří. Patří mezi potravu kosatky dravé.

## Popis
Dorůstají velikosti až 1,47 m a váhy až 60 kg.

## Rozmnožování
Táhnou v období od května do června. Někdy i více než 2000 km.

## Rybolov
Kazdoročně je lososů čavyča vyloveno 20 tisíc tun. Většina produkce pochází z uměle chovaných populací v akvakulturních nádržích. Maso čavyči má růžovou až červenou barvu. Zpracovává se podobně jako losos obecný.

## Nemoci
Druh je náchylný k nákaze virem způsobujícím infekční hematopoetickou nekrózu (IHN).